# Pomozi Péter
Pomozi Péter (Budapest, 1963. április 17. –) tanár, nyelvész, író, igazgató. Dr. univ. (1994), nyelvtudományi PhD (1997). Jelenlegi (2021) munkahelyei az Eötvös Loránd Tudományegyetem és a Magyarságkutató Intézet. 1987 óta publikál tudományos, társadalmasító és közéleti írásokat.

## Életút
Az Eötvös Loránd Tudományegyetem magyar–olasz–finnugor szakán tanult, (1983–1988) majd ugyanitt elvégezte a magyar mint idegen nyelv posztgraduális szakot is (1988-1990). Alma materében már 1988-tól oktatott megbízott előadóként, jelenleg (2021) az egyetem docense. 1993 és 1998 között az észtországi Tartui Egyetem magyar lektora volt, és kezdeményezte a graggeri hungarológiai koncepció szerinti magyar nyelv és kultúra szak megalapítását is, erre 1994-ben került sor.
Az ELTE-n végzett munkájával párhuzamosan tanított a Berzsenyi Dániel Főiskolán is (1998–2004), és néhány félévet gimnáziumokban is. 2019 szeptembere óta a Magyarságkutató Intézet Magyar Nyelvtörténeti Kutatóközpontjának igazgatója.
Legfontosabb oktatási és kutatási területei a nyelvtörténet, nyelvpolitika, folklórlingvisztika és a magyar mint idegen nyelv. Tudományos munkásságán túl jelentős a teljes Kárpát-medencére kiterjedő tudománynépszerűsítő tevékenysége is. 1999 óta rendszeresen publikál a Magyar Nemzetben, 2018 óta pedig a vajdasági Magyar Szó  Kilátó mellékletében is. 2017-ben alapította a világ magyarságának szóló Magyar nyelvű otthon c. nyelvpresztízssorozatot, melynek kiadója az Anyanyelvápolók Szövetsége. Utóbbit Karácsony Fannival szerkeszti, s szintén vele együtt készített egy múzeumi kiállítássorozatot a magyar folklór és a magyar nyelvtörténet kapcsolatáról. A Kárpát-medencei magyar nyelvjárási gazdagság őrzése érdekében a Magyarságkutató Intézetben élményközpontú nyelvjárási olvasókönyveket szerkeszt kollégáival.
Több észtországi és hazai folyóirat szerkesztői kollégiumának tagja, 2019 óta a Magyarságkutató Intézet szerkesztőbizottságának is tagja.

## Művei

### Fontosabb tudományos művek (könyvek, tanulmányok)
Néhány gondolat a magyar konjunktívuszról. Dolgozatok a magyar mint idegen nyelv és a hungarológia köréből 26. 14 l. Budapest, 1990.
A magyar igetípusok. (Háttértanulmány egy készülő magyar nyelvtanhoz.) Dolgozatok a magyar mint idegen nyelv és a hungarológia köréből 34. Budapest, 1996. 16 l.
Satzwertige Partizipien auf -mE/-mAš/-‚-δ6mE im Tscheremissischen: Problematik und Klassifikation. Bibliotheca ceremissica 2. Szombathely, 1997. 128 l.
Az észt és a magyar igenévrendszer.  Észt-magyar összevetés II. Szerk. Pusztay János. Folia Estonica VI. Szombathely, 1998. 23–32. l.
Kultúrtörténeti pentagon – Báthory István lengyel király lívföldi politikája. A magyar művelődés és a kereszténység. NMFT, Budapest, 1998. 606–612. l.
A magyar igeragozás egy lehetséges rendszeréről nemcsak külföldieknek. Hungarológiai Évkönyv II. Szerk. Nádor Orsolya, Szűcs Tibor. Pécs, 2001. 18–33.
Gondolatok a történeti összehasonlító mondattanról. Népr. és Nytud. 41/II (2001). Szeged.
Cseremisz-magyar nyelvhasonlítás. Budapesti Finnugor Füzetek 17. Budapest, 2002. 100 l.
Volmre, Sirje: Hungarian.  Uralic, Semitic, Pacific, and Miscellaneous Languages. Gen. Ed. Mary Ritchie Key. CD-ROM. Intercontinental Dictionary Series. University of California, Irvine, 2002.
Az anyanyelvtől a félnyelvűség felé – a nyelvvesztés egy sajátos formája ellen.  Hungarológia és dimenzionális nyelvszemlélet. Szerk.: Hofmann István, Juhász Dezső, Péntek János. Debrecen-Jyväskylä, 2002. 357–366.
Võru ja ungari keele vokaalharmoonia ühisjooni.  Väikeisi kiili kokkoputmisõq. Võro Instituudi Toimõndusõq 14. Võro, 2002. 52–60.
A nemzeti és a regionális irodalmi nyelvek viszonya Észtországban. Köszöntő könyv Kiss Jenő 60. születésnapjára. Szerk.: Hajdú Mihály, Keszler Borbála. Budapest, 2003. 457–465.
A Tartui Egyetem és Magyarország. Az észt-magyar kulturális kapcsolatok történetéből. Zempléni Múzsa 2003/3. 16–28.
Markus, Kaija: Suomi-unkari-suomi rektiosanakirja.  Finn Lectura, Helsinki, 2004. 181 l.
Az észt és a finn akkuzatívuszról. Grammatika és kontextus. Urálisztikai Tanulmányok 17. ELTE, Budapest, 2007. 280–294. l.
Kodukeele õigused Kagu-Eestis. "Agenda parva" tähendus lõunaeesti kirjakeele ajaloos.  Õdagumeresoomõ kodo. Võro Instituudi Toimõndusõq 20. Võro, 2007. 75–86.
Eesti kaerajaanid ja tantsutüpoloogia. (On Estonian Kaerajaan Dances and Typology of Dance). Mäetagused 41. Tartu. 33–52. l.
Levelek a szederfa alól – Örzse néném meséitől a nyelvökológiáig. Az anyanyelv a nagyvilágban, az anyanyelv az életemben. In: Balázs Géza–Grétsy László (szerk.): OKM-Anyanyelvápolók Szövetsége, Budapest.
A nyelvcsalád születése és a családfák. (The Birth of a Language Family and the family Trees) Történelmünk kezdetei. Vasi Szemle 64/1 (2010): 96–113; 140.
Kis ország – nagy stratégia. Az észt nyelvpolitikai modell. Az észt kultúra kiskönyvtára 1. Balogh és Tsa, Budapest–Szombathely, 2011.
Pajusalu, Karl–Juhász Dezső–Viitso, Tiit-Rein: Sociolinguistic comparison of the development of Estonian and Hungarian dialect areas. Linguistica Uralica. 2012/4. Tallinn. 241–264.
La langue littérarie marie. Points de vue traditionnels et modernes. In: Les Maris – Un peuple finno-ougrien de Russie centrale. Sous la direction d'Eva Toulouze et Vincent Lorenzini. ADÉFO / L'Harmattan, Paris, 2013.
Szótörténeti elvek A magyar nyelv szótárában. A belső rekonstrukció és nyelvhasonlítás viszonyához. In: Horváth Katalin (szerk.): II. Czuczor-Fogarasi konferencia. Magyar Művészeti Akadémia, Budapest, 2013. 139–182.
„Agenda Parva” kultuuriloolisest taustast. ESUKA-JEFUL 2013/3. 145–156.
Pajusalu, Karl: Lõunapoolseima lõunaeesti ja ülemungari keele- ja kultuuripiirid. Tartu Ülikooli Lõuna-Eesti keele- ja kultuurikeskuse aastaraamat. XI–XII.42–72. 2013.
A magyar múltidőrendszer térben és időben az evidencialitás tükrében. In: Tér, idő és kultúra metszéspontjai a magyar nyelvben. Szerk. Fazakas Emese, Juhász Dezső, T. Szabó Csilla, Terbe Erika. Nemzetközi Magyarságtudományi Társaság – ELTE Magyar Nyelvtörténeti, Szociolingvisztikai, Dialektológiai Tanszék, Budapest—Kolozsvár, 2014.  76–92.
A vajdasági magyarok és a magyar nyelvközösség. In: Nyelv és közösség. Szarvas Gábor Nyelvművelő Napok. Szerk.: Hódi Éva. Szarvas Gábor Nyelvművelő Egyesület, Ada, 2015. 70–92.
A magánhangzó-harmónia ikonikus szerepéről egyes finnugor nyelvekben. In: Motiváltság és nyelvi ikonicitás. Szerk.: Kádár Edit–Szilágyi N. Sándor. Erdélyi Múzeum-Egyesület, Kolozsvár, 2015. 68–87.
Ott látok egy aranyágat. Archaikus népi imáink világa. A Magyar Nyelv Múzeumáért Alapítvány. Sátoraljaújhely-Széphalom. 83. l. (szerkesztés, tanulmány)
Asszimiláció és disszimilációs nyelvstratégia a Kárpát-medencében. In: Pomozi Péter (szerk). Anyanyelv és nemzeti jövő. Magyar Nyelv és Kultúra Nemzetközi Társasága, Budapest, 2017.
A lív költészet nyomában. Egy eltűnt nép lírai újjászületése. Korunk 2017/5: 21–28.
The impossibility of the evolutionary metaphor. Neogrammarians, family trees and linguistic affinity. In Angela Marcantonio szerk. The state of the art of Uralic studies Tradition vs innovation. La Sapienza Editrice, Roma, 2018.
Igeidők és evidencialitás a TAM(E)-modell tükrében az ősmagyartól az ómagyarig. In: Balázs Géza–Minya Károly–Pölcz Ádám szerk. Az idő szemiotikája. Magyar Szemiotikai Társaság, Budapest, 2018. 231–241.
A szív hullámain. Mai lív líra. FNV MNSz, Budapest, 2018. 40 l. (szerkesztés, fordítás, tanulmány)
Népességváltozás és magyar identitás a Kárpát-medencében. Nyelvpolitikai lehetőségeink száz évvel Trianon után. In Pusztay János szerk.: A veszélyeztetett magyar nyelv. Anyanyelvápolók Szövetsége, Budapest. 2020. 119–167. l.
A történeti nyelvészet őstörténeti alkalmazhatóságáról. Lehetőségek és korlátok. In: Neparáczki Endre szerk. Őstörténeti műhelybeszélgetés. Magyarságkutató Intézet Kiadványai, MKI, Budapest, 2020. 251–281.

### Fontosabb társadalmasító művek (könyvek)
Kis magyar irodalmi antológia. Väike valimik ungari kirjandusest. Tartui Magyar Füzetek 1. Tartu, 1994. 87 l. (előszó, szerkesztés, kiadás)
Kukk, Inga: Valimik ungari kirjandusest. Tartui Magyar Füzetek 5. Tartu, 1996. 196 l. (előszó, szerk, kiad.)
Tartu és Magyarország. Tartui Magyar Füzetek 3. Tartu, 1998. 103 l. (Előszó, szerkesztés, tanulmány, jegyzetek.)
Karácsony Fanni: Magyar nyelvű otthon 1. Magyarország. Anyanyelvápolók Szövetsége–Magyar Nyelv és Kultúra Nemzetközi Társasága. Budapest, 2017. 84.l.
Karin és Trianon. Anyanyelvünk a változó időben. Anyanyelvápolók Szövetsége–Magyar Nyelv és Kultúra Nemzetközi Társasága. Budapest, 2017. 311.l.
Magyar nyelvű otthon 2. Vajdaság. Anyanyelvápolók Szövetsége–Magyar Nyelv és Kultúra Nemzetközi Társasága. Budapest, 2017. 102.l. (szerkesztés, tanulmányok)
Magyar nyelvű otthon 3. Székelyföld. Anyanyelvápolók Szövetsége–Magyar Nyelv és Kultúra Nemzetközi Társasága. Budapest, 2017. 106.l. (szerkesztés, tanulmányok)
Мӧҥгыштӧ марла. Шочмо йылме деч вийым налына. Домашний очаг – марийский язык. Черпаем силу в нашем родном языке. Nemzetek Háza–Collegium Fenno-Ugricum, Budapest–B.tomaj, 2017. 40 l.
Magyar nyelvű otthon 4. Felvidék. Anyanyelvápolók Szövetsége, Budapest, 2019.
Palóc olvasókönyv. Nyelvi és irodalmi kalandozások. MKI, Budapest, 2019. A Magyarságkutató Intézet Kiadványai 10. 224 l. (szerkesztés, válogatás, előszó, tanulmány)

### Múzeumi kiállítások
Karácsony Fanni: Felnőtt vala egy édesz almafa… Régi stílusú népballadáink archaikus nyelvi vonásai. (Székely Nemzeti Múzeum, 2013., A Magyar Nyelv Múzeuma, Sátoraljaújhely-Széphalom, 2014.) + Kárpát-medencei vándorkiállítás kicsinyített méretben
Karácsony Fanni: Felnőtt vala egy édesz almafa… Archaic linguistic features in Hungarian folk ballads. (The Estonian Folklorists’ 9th Winter Conference, 2014.) 
Karácsony Fanni: Ott látok egy aranyágat. Archaikus népi imáink világa. Erdélyi Zsuzsanna emlékére. A Magyar Nyelv Múzeuma, Sátoraljaújhely-Széphalom, 2016 + Kárpát-medencei vándorkiállítás kicsinyített méretben.
Karácsony Fanni: Népi gyermekmondókáink világa. A Magyar Nyelv Múzeuma, Sátoraljaújhely-Széphalom, 2018-tól folyamatosan + Kárpát-medencei vándorkiállítás kicsinyített méretben

## Küldetés
Tudományos és társadalmasító munkássága a kezdetektől kiegészíti egymást, mert hisz abban, hogy megfelelő nyelvpolitikával a Kárpát-medencei őshonos, Trianon óta kisebbségi magyarság asszimilációja jelentősen lassítható, továbbá hisz abban is, hogy nyelvészként, tanárként, íróként is rengeteget lehet tenni a világ nyelvi-kulturális sokszínűségének, valamint a hagyományos európai értékeknek megőrzéséért. E meggyőződése kialakulásában fontos szerepe volt annak, hogy édesapja Hont vármegyéből, édesanyja Partiumból származott, és hogy gyermekkora összes nyarát az apai család Ipoly menti palóc falujában tölthette a Felvidéken.

## Díjak, elismerések
Lőrincze Lajos-díj (2016)